# Laboulbenia quarantenae
Laboulbenia quarantenae — вид грибів родини Laboulbeniaceae. 

## Будова
Може рости тільки в тілах турунів виду Bembidion biguttatum і поки знайдений виключно в Ботанічному саду Мейзе в Бельгії. Він не утворює ні гифів, ні міцелію, а вирощує багатоклітинні талломи, що виступають з тіла господаря.

## Цікаві факти
Гриб названий в честь карантину, що відбувся під час пандемії коронавірусу COVID-19 у  2020 році.